# 6-Pyruvoyltétrahydroptérine synthase
La 6-pyruvoyltétrahydroptérine synthase (PTS) est une lyase qui catalyse la réaction :
7,8-dihydronéoptérine 3'-triphosphate  {\displaystyle \rightleftharpoons }  6-pyruvoyl-5,6,7,8-tétrahydroptérine + triphosphate.
Cette enzyme intervient dans la biosynthèse de novo de la tétrahydrobioptérine à partir du GTP en faisant intervenir la sépiaptérine réductase (EC 1.1.1.153) et la GTP cyclohydrolase I (EC 3.5.4.16). La réaction, catalysée en présence de cation de magnésium Mg2+, consiste en l'élimination d'un groupe triphosphate et en une réaction d'oxydoréduction intramoléculaire.